# Ritmo (revista chilena)
Ritmo fue una revista chilena creada por Editorial Lord Cochrane bajo el nombre de «Ritmo de la Juventud».

## Historia
La primera edición de Ritmo apareció el 9 de septiembre de 1965. Su primera directora fue María Pilar Larraín y su subdirector Alberto Vivanco, quien fue el de la idea de una revista que apunta a la juventud.
La revista se convirtió en un icono de la juventud de los 60 y 70, marcada por hombres de pelo largo y mujeres con mini falda, y cuna de artistas como los integrantes de la Nueva Ola. No solo cantantes chilenos se encontraban en las páginas de “Ritmo”; también era común leer reportajes de famosos artistas internacionales. Elvis Presley, Frank Sinatra, Paul Anka, Neil Sedaka, Sandro, Joan Manuel Serrat, Tom Jones y Raphael hacían delirar a las fieles lectoras adolescentes.
El interior de sus páginas contó con una singular mascota: “Yoyo”, un gato negro, de ojos inmensos que no se sacaba nunca la bufanda sin importar los grados de calor. Enseñaba una nariz roja junto con una sonrisa de oreja a oreja, patillas y orejas puntiagudas.
La revista contenía reportajes, notas con informaciones de festivales nacionales y internacionales; consejos de belleza para los muchachas, un ranking musical con las canciones más pedidas en las radios. Y acordes de música para los interesados en aprender a tocar la guitarra compuestos por Alicia Puccio.
Sus ediciones alcanzaban ventas cercanas a los 100 mil ejemplares semanales. En total se realizaron 534 ediciones. La revista tuvo una existencia de 10 años cuando cerró a finales de noviembre de 1975.